# Мадридський клуб
Мадри́дський клуб (ісп. Club de Madrid) — незалежна організація, створена для пропаганди демократії і глобальних змін у суспільстві.
Членами клубу є колишні глави держав та урядів, що за часів свого перебування у владі провадили демократичні реформи. Мадридський клуб співпрацює з різними урядами й іншими організаціями щодо пошуку ефективних методів для технічного забезпечення й надання рекомендацій державам і націям стосовно обрання ними демократичного шляху у житті.

## Історія
Клуб було створено у жовтні 2001 року в Мадриді на Конференції з інтеграції та консолідації. Цей захід зібрав разом 35 світових лідерів, понад 100 академіків та спеціалістів у галузі політології з Європи, Південної та Північної Америки, Азії й Африки для обговорення ідей та думок щодо подальших об'єктивних і суб'єктивних перспектив розвитку суспільства. На порядку денному конференції були такі вісім тем:
- Законодавча влада та її взаємодія із виконавчою владою
- Взаємодія судової і виконавчої влади
- Антикорупційні процедури, функції та завдання збройних сил і сил державної охорони
- Реформування державної бюрократії
- Політичний та соціальний плюралізм, політичні партії
- Економічні й соціальні умови

## Інфраструктура
Клуб базується у Мадриді, але зустрічі проходять у всьому світі. Нині у клубі головує Вім Кок, колишній голова уряду Нідерландів (1994—2002).
Повні члени
Клуб складається з повних членів, які у свій час очолювали держави або уряди своїх країн, включаючи колишнього радянського лідера Михайла Горбачова, колишнього президента Бразилії Фернандо Кардосу, колишнього президента США Білла Клінтона, колишньої президента Ірландії Мері Робінсон, а також сорок чотири інших колишніх глав держав та урядів.
Асоційовані члени
Це члени з різних громадських і політичних організацій, що мають на меті демократичні перетворення.
Почесні члени
Це члени, відзначені за їхні видатні внески у діяльність Клубу.

## Список членів
- Валдас Адамкус — колишній президент Литви
- Еско Аго — колишній прем'єр-міністр Фінляндії
- Марті Агтісаарі — колишній президент Фінляндії
- Рауль Альфонсін — колишній президент Аргентини
- Абдул Карім аль-Ірані — колишній прем'єр-міністр Ємену
- Садік аль-Махді — колишній прем'єр-міністр Судану
- Альваро Арзу — колишній президент Гватемали
- Патріціо Асокар — колишній президент Чилі
- Хосе Марія Азнар — колишній прем'єр-міністр Іспанії
- Белісаріо Куартас — колишній президент Колумбії
- Карл Більдт — колишній прем'єр-міністр Швеції
- Валдіс Біркавс — колишній прем'єр-міністр Латвії
- Хйоль Бунневік — колишній прем'єр-міністр Норвегії
- Гру Брунтланд — колишній прем'єр-міністр Норвегії
- Кім Кемпбелл — колишній прем'єр-міністр Канади
- Фернандо Енріке Кардоса — колишній президент Бразилії
- Анібал Сілва — президент Португалії
- Жоакім Чіссану — колишній президент Мозамбіку
- Білл Клінтон — колишній президент США
- Жак Делуа — колишній голова Європейської Комісії
- Філіп Димітров — колишній прем'єр-міністр Болгарії
- Леонель Фернандез — президент Домініканської Республіки (у вигнанні)
- Хосе Ольсен — колишній президент Коста-Рики
- Віґдіс Фіннбоґадоттір — колишній президент Ісландії
- Едуардо Руїс-Тагле — колишній президент Чилі
- Сесар Трухільйо — колишній президент Колумбії
- Феліпе Маркос — колишній прем'єр-міністр Іспанії
- Михайло Горбачов — колишній президент СРСР
- Індер Гуджрал — колишній прем'єр-міністр Індії
- Антоніо Гутьєррес — колишній прем'єр-міністр Португалії
- Вацлав Гавел — колишній президент Чехословаччини й Чехії
- Освальдо Уртадо — колишній президент Еквадору
- Ліонель Жоспен — колишній прем'єр-міністр Франції
- Гельмут Коль — колишній канцлер Німеччини
- Вім Кок — колишній прем'єр-міністр Нідерландів
- Альфа Конаре — колишній президент Малі
- Мілан Кучан — колишній президент Словенії
- Луїс Лакалль — колишній президент Уругваю
- Рікардо Лаґос — колишній президент Чилі
- Златко Лагумджія — колишній прем'єр-міністр Боснії та Герцеговини
- Хонг Ку Лі — колишній прем'єр-міністр Кореї
- Сер Джон Мейджор — колишній прем'єр-міністр Великої Британії
- Антоніо Монтейро — колишній президент Кабо-Верде
- Сер Квет Масіре — колишній президент Ботсвани
- Тадеуш Мазовецький — колишній прем'єр-міністр Польщі
- Реджеп Мейдані — колишній президент Албанії
- Бенджамін Мкапа — президент Танзанії
- Ананд Паньярачун — колишній прем'єр-міністр Таїланду
- Андрес Пастрана — колишній президент Колумбії
- Хавьєр Перес — колишній прем'єр-міністр Перу і колишній Генеральний секретар ООН
- Романо Проді — колишній президент ЄС і прем'єр-міністр Італії
- Хорхе Рамірес — колишній президент Болівії
- Фідель Рамос — колишній президент Філіппін
- Поуль Расмуссен — колишній прем'єр-міністр Данії
- Джеррі Ролінґс — колишній президент Ґани
- Мері Робінсон — колишня президент Ірландії й колишній Комісар ООН з прав людини
- Петре Роман — колишній прем'єр-міністр Румунії
- Жорже Сампайо — колишній президент Португалії
- Гонзало Санчес — колишній президент Болівії
- Хуліо Койроло — колишній президент Уругваю
- Дженні Шиплі — колишня прем'єр-міністр Нової Зеландії
- Маріо Суарес — колишній президент Португалії
- Адольфо Суарез — колишній прем'єр-міністр Іспанії
- Ханна Сухоцька — колишня прем'єр-міністр Польщі
- Кассам Утім — колишній президент Маврикію
- Гі Верхофстадт — колишній прем'єр-міністр Бельгії
- Вайра Віке-Фрейберга — Колишня президент Латвії
- Ернесто Зедільйо — колишній президент Мексики